# Bulbophyllum triclavigerum
Bulbophyllum triclavigerum là một loài phong lan thuộc chi Bulbophyllum.